# Saini
Saini är en kast i Indiena. De traditionella yrkena i kasten är lantbruksrelaterade. Huvudsakligt bosättningsområde för Saini är i nordväst.  